# Портрет Степана Васильевича Дяткова
«Портрет Степана Васильевича Дяткова» — картина Джорджа Доу и его мастерской из Военной галереи Зимнего дворца.
Картина представляет собой погрудный портрет генерал-майора Степана Васильевича Дяткова из состава Военной галереи Зимнего дворца.
С начала Отечественной войны 1812 года генерал-майор Дятков был шефом Оренбургского драгунского полка и командовал 9-й бригадой в 3-й кавалерийской дивизии. В сражении под Смоленском был ранен, а в Бородинской битве ему оторвало палец на правой руке. В Заграничных походах 1813 года сражался в Пруссии и Саксонии.
Изображён в генеральском мундире, введённом для кавалерийских генералов 6 апреля 1814 года. На шее кресты орденов Св. Владимира 3-й степени и Св. Анны 2-й степени; на груди крест ордена Св. Георгия 4-го класса, серебряная медаль «В память Отечественной войны 1812 года» на Андреевской ленте и бронзовая дворянская медаль «В память Отечественной войны 1812 года» на Владимирской ленте. С тыльной стороны картины надпись: Diatkoff. Подпись на раме: С. В. Дятковъ, Генералъ Маiоръ.
7 августа 1820 года Комитетом Главного штаба по аттестации Дятков был включён в список «генералов, заслуживающих быть написанными в галерею» и 28 февраля 1823 года император Александр I приказал написать его портрет. Гонорар Доу был выплачен 19 мая 1826 года и 21 июня 1827 года. Готовый портрет был принят в Эрмитаж 8 июля 1827 года. Поскольку предыдущая сдача готовых портретов в Эрмитаж состоялась 18 октября 1826 года, то галерейный портрет Дяткова можно считать исполненным между этими датами.